# 海の仙人
『海の仙人』（うみのせんにん）は、絲山秋子の長編小説。芸術選奨新人賞受賞。芥川賞候補にもなった。

## あらすじ
宝くじで巨額の金を手にし東京のデパートを退職した男が、海辺に住む。ファンタジーと名乗る男が現れたり、キャリアウーマンと恋に落ちたり、かつての仕事仲間と旧交を温めたりするが、彼には克服しなければならない性的トラウマがあった…。

## 書籍情報
- 単行本：新潮社、2004年8月28日発売、ISBN 978-4-10-466901-1
- 文庫：新潮文庫、2006年12月22日発売、ISBN 978-4-10-130451-9、解説：福田和也

## 評価
- 福田和也は文庫本の解説で「我々は偉大な作家の出現に立ち会っている」と絶賛。
- 小谷野敦はアマゾン・ドットコムのレビューで、「川上弘美の亜流」などと酷評し、5点満点で1点という点をつけた。